# 吉田彰
吉田 彰（よしだ あきら、1948年〈昭和23年〉3月21日 - 2024年〈令和6年〉2月16日）は、日本の元ベーシスト。福岡県出身。チューリップのベースを担当していた。1980年2月20日に東京都港区乃木坂で「よしだ屋珈琲店」を創業し、2011年8月6日まで経営していた。その後はWeb上で珈琲豆通販のみを行っていた。

## 来歴・人物
吉田は、高校時代に財津和夫と同級生で同じクラスでビートルズを介して仲良しだった。2人ともビートルズのファンで、ビートルズの音楽から影響を受けた。西南学院大学在学中の1968年、財津とザ・フォーシンガーズ、そして、1970年にチューリップを結成する。
ザ・フォーシンガーズは、1969年の第3回「全日本ライト・ミュージック・コンテスト」に出場し、九州代表としてグランプリに進出する。この時にグランプリを獲得したのが赤い鳥で、2位がオフコースであった。同コンテスト出場を機に70年に解散、チューリップを結成した。
チューリップでの主なボーカル曲は「早くおいで」、「道化者」、「二人で山へ行こう」、「おしえておくれ」、「この暗闇の中」、「もう一杯のウヰスキィ」、「夏の祭り」、「居留守番電話」など。
1980年、ドラムスの上田雅利と共にチューリップ（第一期）を脱退し、音楽界を引退。同年2月20日に東京都乃木坂に「よしだ屋珈琲店」をオープンした。それ以降、チューリップの初期のメンバーとは距離を置いており、尚且つ唯一再結成に参加していない（吉田と共に脱退した上田は1997年の再結成からメンバーに復帰しており、再結成後のベーシストは吉田の後任で加入した宮城伸一郎が参加している）。さらに、チューリップ時代の活動及び脱退の経緯等についても終生語らなかった。音楽界引退後は、珈琲店経営に専念した。
乃木坂の珈琲店をたたんでWebでの珈琲豆販売に移行した後、西南学院大学の女子学生寮「汀寮」の管理人をしていた時期がある。
近年は趣味で音楽活動をしており、「Golden Wedding」という曲を作詞・作曲した（歌 Oolong）。知人に手伝ってもらい、手作りでCDも作った。YouTubeでも制作した楽曲を公開している。
2024年2月、「よしだ屋珈琲店」ホームページで、「パソコンメンテナンスの為しばらくの間コーヒー豆販売の受付を休止いたします。」とおしらせした。また、「『2月20日（火）はよしだ屋珈琲店の開店記念日です』1980年、30代で起業して以来44年。たかが珈琲されど珈琲一杯のコーヒーでほっとするひと時を過ごしていただければ幸いです。そして「美味しかった」の言葉が珈琲屋にとって一番の励みです。いつもありがとうございます。吉田彰」が同ホームページでの吉田の最後の言葉となった。
2024年2月16日に死去。75歳没。死去の報道は、吉田と一緒にチューリップを脱退して、後の1997年の再結成チューリップからメンバーに復帰した上田雅利が同月19日に自身のX（旧twitter）に投稿し公表して明らかになった。
「よしだ屋珈琲店」は、2024年8月末を以てコーヒー豆販売を終了。ホームページも2025年現在終了し、アーカイブでのみ閲覧可能である。

## ディスコグラフィ

### チューリップ
結成から
- シングル「虹とスニーカーの頃」（1979年7月5日）まで
- アルバム『Someday Somewhere』（1979年7月20日）まで